# Klinik Beau-Site
Die Klinik Beau-Site ist ein Spital im Stadtberner Altenbergquartier in der Schweiz. Sie gehört zusammen mit der Klinik Permanence und dem Salem-Spital zur Hirslanden Bern AG, die auf der Spitalliste des Kantons Bern steht. Sie hat einen Leistungsauftrag zur medizinischen Grundversorgung und verfügt über einen Leistungsauftrag der Schweizerischen Konferenz der kantonalen Gesundheitsdirektorinnen und -direktoren (GDK) für die hochspezialisierte Viszeralchirurgie (IVHSM). Die Klinik gehört zur Hirslanden-Gruppe. Im Geschäftsjahr 2023/24 wurden in der Hirslanden Bern AG 14'204 stationäre Patienten von 252 Fachärzten behandelt.

## Geschichte
Die Anfänge des Spitals gehen auf die Initiative des Arztes Werner Raaflaub, Spezialist für Gynäkologie und Geburtshilfe, des Notars Urfer und des Privatmanns Kohler zurück. Im Jahr 1944 kauften sie die im Jahr 1911 erbaute Liegenschaft an der Schänzlihalde 11 in Bern und nahmen den Klinikbetreib im Jahr 1945 auf. Im Laufe der Zeit wurde das Spital kontinuierlich erweitert und ausgebaut. 1990 übernahm die Hirslanden-Gruppe die Klinik Beau-Site.

## Kennzahlen
In der Hirslanden Bern AG sind 1249 Mitarbeitende sowie 252 Belegärzte und angestellte Ärzte tätig. Sie verfügt über 234 normale Pflegebetten, 12 von der Schweizerischen Gesellschaft für Intensivmedizin anerkannte Intensivpflegebetten, 4 Operationssäle, einen Endoskopie-Saal sowie 3 Herzkatheterlabore, wovon eines speziell für elektrophysiologische Interventionen eingerichtet ist. Im Geschäftsjahr 2023/24 wurden durch Hirslanden Bern 14'204 stationäre Patienten behandelt.

## Fachgebiete
| Fachgebiet                                | behandelte, stationäre Patienten 2023/2024 Hirslanden Bern |
| ----------------------------------------- | ---------------------------------------------------------- |
| Orthopädie/Sportmedizin                   | 3'286                                                      |
| Chirurgie/Viszeralchirurgie               | 2'439                                                      |
| Kardiologie                               | 1'490                                                      |
| Innere Medizin                            | 1'674                                                      |
| Urologie                                  | 1'281                                                      |
| Neurochirurgie                            | 0'858                                                      |
| Onkologie/Hämatologie                     | 0'177                                                      |
| Herzchirurgie / Thorakale Gefässchirurgie | 0'299                                                      |
| Angiologie/Gefässchirurgie                | 0'239                                                      |
| Gastroenterologie                         | 0'295                                                      |
| Thoraxchirurgie                           | 0'302                                                      |
| Nephrologie                               | 00'37                                                      |